# Biszcza (gmina)
Biszcza – gmina wiejska w powiecie biłgorajskim w województwie lubelskim. W latach 1975–1998 gmina należała do województwa zamojskiego.
Siedziba władz gminy to Biszcza (do 30 grudnia 1999 Biszcza Pierwsza).
Według danych z 31 grudnia 2006 gminę zamieszkiwało 3918 osób.

## Historia
Gmina Biszcza została utworzona w ramach carskiej reformy administracyjnej lat 1864–1866 jako jedna z 14 gmin powiatu biłgorajskiego guberni lubelskiej Królestwa Polskiego. W latach 1912–1915 wchodziła w skład guberni chełmskiej). W 1919 roku gmina znalazła się w woj. lubelskim. Do 1939 roku była jednostką samorządu terytorialnego, pełniącą również funkcje administracyjne zlecone przez państwo.
Według stanu na 30 września 1921 gmina Biszcza obejmowała miejscowości Biska Wólka, Biszcza, Borki, Budziarze, Bukowina, Gózd Lipiński, Suszka, Wola Kulońska i Żary. Gmina liczyła 5093 mieszkańców.
Po zniesieniu gmin w reformie administracyjnej 1954 roku obszar gminy Biszcza objęły gromady Biszcza i Bukowina. 1 lipca 1960 gromada Bukowina została włączona do gromady Biszcza.
Gmina Biszcza została odtworzona w reformie administracyjnej 1973 roku w granicach wcześniejszej gminy Biszcza i gromady Biszcza.
2 lipca 1976 gmina Biszcza została zniesiona. Jej obszar podzielono między gminy Księżpol (sołectwa Biszcza Pierwsza, Biszcza Druga, Borki, Budziarze i Wólka Biska), Potok Górny (sołectwo Gózd Lipiński) i Tarnogród (sołectwa Bukowina Pierwsza, Bukowina Druga i Wola Kulońska). Gmina Biszcza została odtworzona w poprzednich granicach 1 października 1982.

## Struktura powierzchni
Według danych z roku 2002 gmina Biszcza ma obszar 107,31 km², w tym:
- użytki rolne: 68%
- użytki leśne: 26%

Gmina stanowi 6,4% powierzchni powiatu.

## Demografia

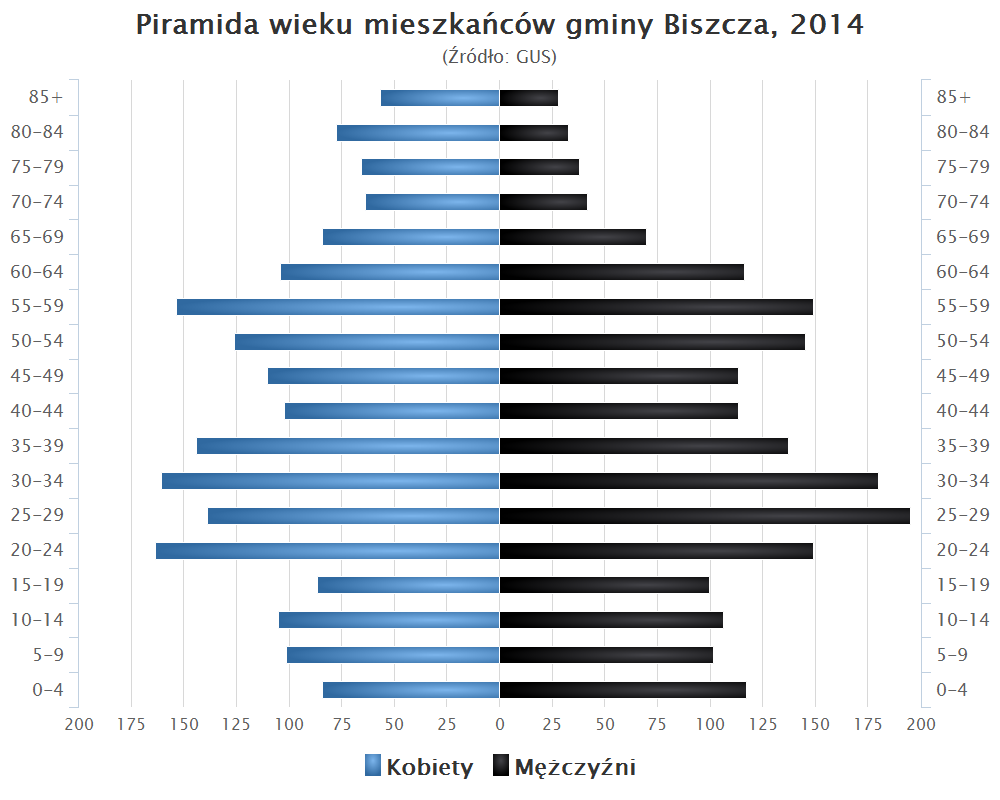
Piramida wieku mieszkańców gminy Biszcza w 2014 roku

Dane z 30 czerwca 2004:
| Opis                              | Ogółem | Ogółem | Kobiety | Kobiety | Mężczyźni | Mężczyźni |
| --------------------------------- | ------ | ------ | ------- | ------- | --------- | --------- |
| jednostka                         | osób   | %      | osób    | %       | osób      | %         |
| populacja                         | 4005   | 100    | 2025    | 50,6    | 1980      | 49,4      |
| gęstość zaludnienia (mieszk./km²) | 37,3   | 37,3   | 18,9    | 18,9    | 18,5      | 18,5      |

## Sołectwa
Biszcza (sołectwa: Biszcza Pierwsza i Biszcza Druga), Bukowina (sołectwa: Bukowina Pierwsza i Bukowina Druga), Budziarze, Gózd Lipiński, Wola Kulońska, Wólka Biska.
Miejscowości bez statusu sołectwa: Suszka, Żary.

## Sąsiednie gminy
Biłgoraj, Harasiuki, Księżpol, Kuryłówka, Potok Górny, Tarnogród